# Phalops ardea
Phalops ardea är en skalbaggsart som beskrevs av Johann Christoph Friedrich Klug 1855. Phalops ardea ingår i släktet Phalops och familjen bladhorningar. Inga underarter finns listade i Catalogue of Life.